# Naomi Girma
Naomi Haile Girma, nota semplicemente come Naomi Girma (San Jose, 14 giugno 2000), è una calciatrice statunitense, difensore del Chelsea e della nazionale statunitense.

## Caratteristiche tecniche
Considerata come una delle migliori difensori centrali al mondo, Naomi Girma si distingue per la sua leadership e per la sua tranquillità durante le partite. Dotata anche di spiccate velocità e intelligenza tattica, nel 2024 è stata definita da Emma Hayes, commissario tecnico della nazionale femminile statunitense, «il miglior difensore che avesse mai visto».

## Carriera

### Club

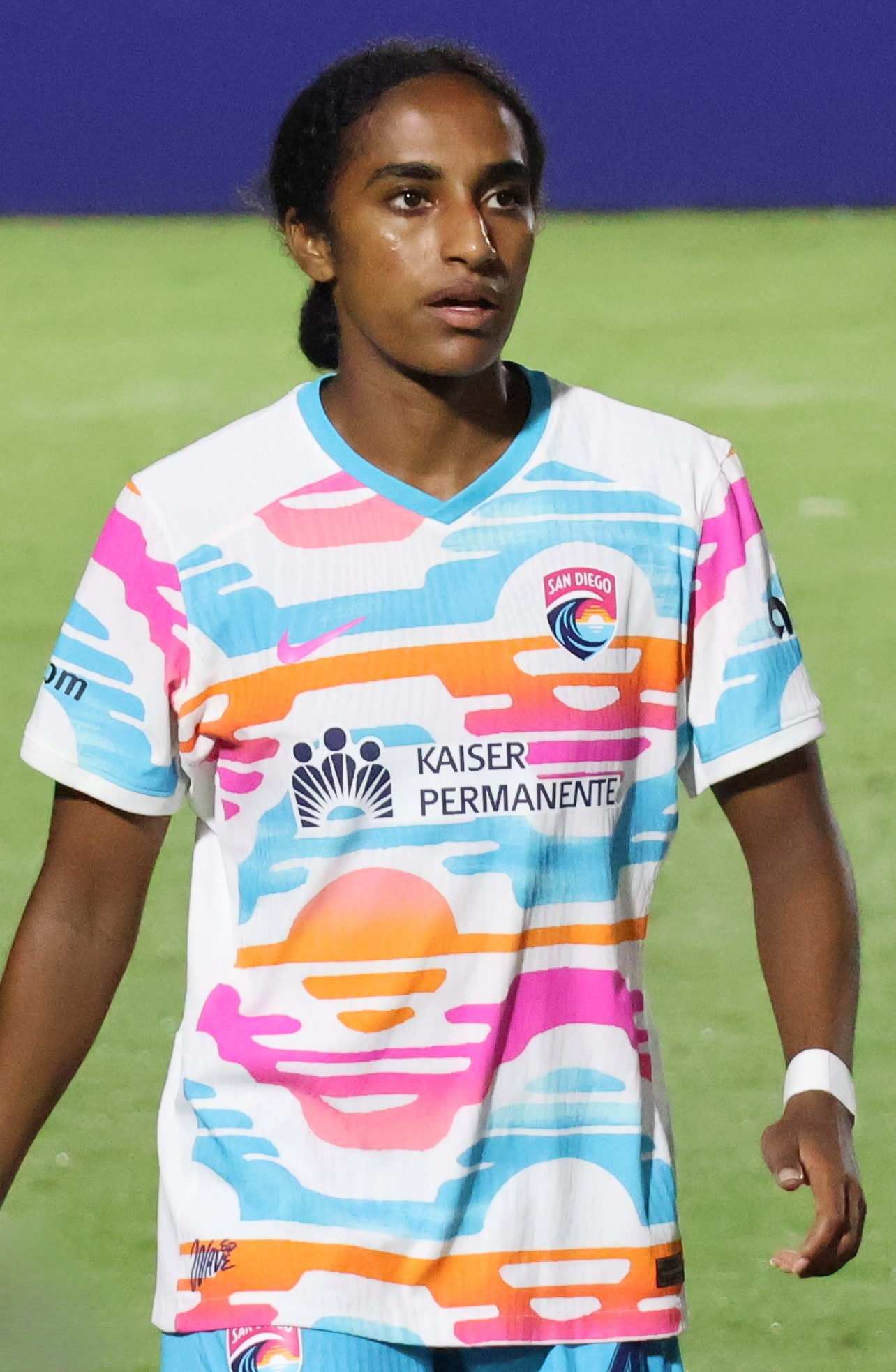
Naomi Girma con la maglia del nel 2024.

Naomi Girma nasce a San Jose, in California, da Girma Aweke e Seble Demissie, entrambi di origine etiope. Durante la sua infanzia si avvicina al calcio giocando nel Maleda Soccer Club, un club locale per bambini etiopi istituito dal padre nel 2005, per poi passare, nel 2010, al Central Valley Crossfire, squadra in cui rimane fino al 2017, quando viene sciolta. Successivamente gioca anche nella De Anza Force e nella California Thorns Academy, prima di trasferirsi, nel 2018, alla Stanford Cardinal, la squadra dell'Università di Stanford, diventandone nel 2019 capitana. Il campionato nazionale del 2019 viene vinto proprio dalla Stanford Cardinal; al termine della stagione Girma viene nominata miglior difensore della manifestazione e insignita di altri riconoscimenti.
Durante la stagione 2020, poi sospesa per la pandemia di COVID-19, non disputa alcuna partita a causa di una lesione al legamento crociato anteriore. Dopo il suo rientro, nella stagione 2021 vince nuovamente alcuni premi nazionali, per poi dedicarsi all'attività universitaria e conseguire un Bachelor of Arts in linguistica computazionale.
Nel 2022 viene ingaggiata dal San Diego Wave, con cui esordisce il 19 marzo contro l'Angel City, in NWSL Challenge Cup. Durante la sua prima annata al club californiano riceve alcuni premi, dedicati ai migliori calciatori della stagione, diventando anche la prima calciatrice a riceverne più d'uno in una singola stagione.
Il 14 giugno 2023 rinnova il contratto con il San Diego Wave, firmando fino al 2026. L'NWSL Shield 2023 è vinto dal San Diego Wave, che però non trionfa nella National Women's Soccer League 2023, venendo sconfitto in semifinale dall'OL Reign. Al termine della stagione Girma viene nominata miglior rookie e miglior difensore del campionato. Nel 2024, invece, il San Diego Wave vince la NWSL Challenge Cup, battendo per 0-1 il NJ/NY Gotham.
Il 26 gennaio 2025 viene ufficialmente ingaggiata dal Chelsea, con cui firma un contratto di quattro anni e mezzo. Il trasferimento di Girma al club inglese è il primo nel calcio femminile, oltre che essere il più costoso di sempre, ad essere pagato più di un milione di dollari, in quanto il Chelsea ne ha spesi circa 1,1 milioni.

### Nazionale
Dopo aver disputato alcune partite con le Nazionali femminili degli Stati Uniti d'America under 17, under 19 e under 20, nel 2020 svolge per la prima volta il ruolo di capitana U-20 nel Campionato nordamericano. Sempre nel 2020 vince l'U.S. Soccer Athlete of the Year alla miglior giovane calciatrice dell'anno.
Riceve la prima convocazione in nazionale maggiore nel dicembre 2019, che però ha dovuto rifiutare a causa di un infortunio: la prima vera convocazione diventa quindi quella dell'ottobre dell'anno seguente. L'esordio avviene il 12 aprile 2022, in un'amichevole disputata contro l'Uzbekistan e vinta 9-0, per poi disputare, a luglio, alcune partite del CONCACAF Women's Championship.
A giugno 2023, invece, viene convocata al Campionato mondiale in Australia e Nuova Zelanda: anche per via delle sue prestazioni, viene premiata con il U.S. Soccer Athlete of the Year alla miglior calciatrice dell'anno.
Nel 2024 viene convocata per la CONCACAF Women's Gold Cup 2024 e successivamente alle Olimpiadi a Parigi, affermandosi come una giocatrice fondamentale per la sua nazionale. Il torneo di calcio femminile della manifestazione viene vinto proprio dagli Stati Uniti, che battono in finale il Brasile.
Il 30 ottobre 2024 realizza la sua prima rete in nazionale, siglando una doppietta in amichevole contro l'Argentina. A dicembre 2024 il quotidiano britannico The Guardian l'ha posizionata in decima posizione tra le 100 miglior calciatrici al mondo del 2024.

## Statistiche
Statistiche aggiornate al 2 marzo 2025.

### Presenze e reti nei club
| Stagione              | Squadra               | Campionato            | Campionato | Campionato | Coppe nazionali | Coppe nazionali | Coppe nazionali | Coppe continentali | Coppe continentali | Coppe continentali | Altre coppe | Altre coppe | Altre coppe | Totale | Totale |
| Stagione              | Squadra               | Comp                  | Pres       | Reti       | Comp            | Pres            | Reti            | Comp               | Pres               | Reti               | Comp        | Pres        | Reti        | Pres   | Reti   |
| --------------------- | --------------------- | --------------------- | ---------- | ---------- | --------------- | --------------- | --------------- | ------------------ | ------------------ | ------------------ | ----------- | ----------- | ----------- | ------ | ------ |
| 2022                  | San Diego Wave        | NWSL                  | 19+2       | 0          | USCC            | 6               | 0               | -                  | -                  | -                  | -           | -           | -           | 27     | 0      |
| 2023                  | San Diego Wave        | NWSL                  | 19+1       | 0          | USCC            | 2               | 0               | -                  | -                  | -                  | -           | -           | -           | 22     | 0      |
| 2024                  | San Diego Wave        | NWSL                  | 23         | 0          | USCC            | 1               | 0               | CWCC               | 2                  | 0                  | NWSLxMX     | 0           | 0           | 26     | 0      |
| Totale San Diego Wave | Totale San Diego Wave | Totale San Diego Wave | 64         | 0          |                 | 9               | 0               |                    | 2                  | 0                  |             | 0           | 0           | 75     | 0      |
| gen.-giu. 2025        | Chelsea               | SL                    | 1          | 0          | CI              | 0               | 0               | UWCL               | 0                  | 0                  | CL          | 1           | 0           | 0      | 0      |
| Totale carriera       | Totale carriera       | Totale carriera       | 65         | 0          |                 | 9               | 0               |                    | 2                  | 0                  |             | 0           | 0           | 76     | 0      |

### Cronologia presenze e reti in Nazionale
| Cronologia completa delle presenze e delle reti in nazionale ― Stati Uniti | Cronologia completa delle presenze e delle reti in nazionale ― Stati Uniti | Cronologia completa delle presenze e delle reti in nazionale ― Stati Uniti | Cronologia completa delle presenze e delle reti in nazionale ― Stati Uniti | Cronologia completa delle presenze e delle reti in nazionale ― Stati Uniti | Cronologia completa delle presenze e delle reti in nazionale ― Stati Uniti | Cronologia completa delle presenze e delle reti in nazionale ― Stati Uniti | Cronologia completa delle presenze e delle reti in nazionale ― Stati Uniti |
| Data                                                                       | Città                                                                      | In casa                                                                    | Risultato                                                                  | Ospiti                                                                     | Competizione                                                               | Reti                                                                       | Note                                                                       |
| -------------------------------------------------------------------------- | -------------------------------------------------------------------------- | -------------------------------------------------------------------------- | -------------------------------------------------------------------------- | -------------------------------------------------------------------------- | -------------------------------------------------------------------------- | -------------------------------------------------------------------------- | -------------------------------------------------------------------------- |
| 13-4-2022                                                                  | Chester                                                                    | Stati Uniti                                                                | 9 – 0                                                                      | Uzbekistan                                                                 | Amichevole                                                                 | -                                                                          | -                                                                          |
| 29-6-2022                                                                  | Sandy                                                                      | Stati Uniti                                                                | 2 – 0                                                                      | Colombia                                                                   | Amichevole                                                                 | -                                                                          | -                                                                          |
| 8-7-2022                                                                   | Guadalupe                                                                  | Giamaica                                                                   | 0 – 5                                                                      | Stati Uniti                                                                | CONCACAF Women's Championship 2022                                         | -                                                                          | -                                                                          |
| 12-7-2022                                                                  | San Nicolás de los Garza                                                   | Stati Uniti                                                                | 1 – 0                                                                      | Messico                                                                    | CONCACAF Women's Championship 2022                                         | -                                                                          | -                                                                          |
| 15-7-2022                                                                  | San Nicolás de los Garza                                                   | Stati Uniti                                                                | 3 – 0                                                                      | Costa Rica                                                                 | CONCACAF Women's Championship 2022                                         | -                                                                          | 63’                                                                        |
| 19-7-2022                                                                  | Guadalupe                                                                  | Stati Uniti                                                                | 1 – 0                                                                      | Canada                                                                     | CONCACAF Women's Championship 2022                                         | -                                                                          | 89’                                                                        |
| 7-9-2022                                                                   | Washington                                                                 | Stati Uniti                                                                | 2 – 1                                                                      | Nigeria                                                                    | Amichevole                                                                 | -                                                                          | -                                                                          |
| 7-10-2022                                                                  | Londra                                                                     | Inghilterra                                                                | 2 – 1                                                                      | Stati Uniti                                                                | Amichevole                                                                 | -                                                                          | 83’                                                                        |
| 11-11-2022                                                                 | Fort Lauderdale                                                            | Stati Uniti                                                                | 1 – 2                                                                      | Germania                                                                   | Amichevole                                                                 | -                                                                          | -                                                                          |
| 13-11-2022                                                                 | Fort Lauderdale                                                            | Stati Uniti                                                                | 2 – 1                                                                      | Germania                                                                   | Amichevole                                                                 | -                                                                          | -                                                                          |
| 18-01-2023                                                                 | Wellington                                                                 | Nuova Zelanda                                                              | 0 – 4                                                                      | Stati Uniti                                                                | Amichevole                                                                 | -                                                                          | 46’                                                                        |
| 21-01-2023                                                                 | Auckland                                                                   | Nuova Zelanda                                                              | 0 – 5                                                                      | Stati Uniti                                                                | Amichevole                                                                 | -                                                                          | 46’                                                                        |
| 19-2-2023                                                                  | Nashville                                                                  | Stati Uniti                                                                | 1 – 0                                                                      | Giappone                                                                   | SheBelieves Cup 2023                                                       | -                                                                          | -                                                                          |
| 23-2-2023                                                                  | Frisco                                                                     | Stati Uniti                                                                | 2 – 1                                                                      | Brasile                                                                    | SheBelieves Cup 2023                                                       | -                                                                          | -                                                                          |
| 8-4-2023                                                                   | Austin                                                                     | Stati Uniti                                                                | 2 – 0                                                                      | Irlanda                                                                    | Amichevole                                                                 | -                                                                          | -                                                                          |
| 9-7-2023                                                                   | San Jose                                                                   | Stati Uniti                                                                | 2 – 0                                                                      | Galles                                                                     | Amichevole                                                                 | -                                                                          | -                                                                          |
| 22-7-2023                                                                  | Auckland                                                                   | Stati Uniti                                                                | 3 – 0                                                                      | Vietnam                                                                    | Mondiali 2023                                                              | -                                                                          | -                                                                          |
| 27-7-2023                                                                  | Wellington                                                                 | Stati Uniti                                                                | 1 – 1                                                                      | Paesi Bassi                                                                | Mondiali 2023                                                              | -                                                                          | -                                                                          |
| 1-8-2023                                                                   | Auckland                                                                   | Portogallo                                                                 | 0 – 0                                                                      | Stati Uniti                                                                | Mondiali 2023                                                              | -                                                                          | 81’                                                                        |
| 6-8-2023                                                                   | Melbourne                                                                  | Svezia                                                                     | 0 – 0                                                                      | Stati Uniti                                                                | Mondiali 2023                                                              | -                                                                          | -                                                                          |
| 22-9-2023                                                                  | Cincinnati                                                                 | Stati Uniti                                                                | 3 – 0                                                                      | Sudafrica                                                                  | Amichevole                                                                 | -                                                                          | -                                                                          |
| 24-9-2023                                                                  | Chicago                                                                    | Stati Uniti                                                                | 2 – 0                                                                      | Sudafrica                                                                  | Amichevole                                                                 | -                                                                          | 46’                                                                        |
| 27-10-2023                                                                 | Sandy                                                                      | Stati Uniti                                                                | 0 – 0                                                                      | Colombia                                                                   | Amichevole                                                                 | -                                                                          | 46’                                                                        |
| 29-10-2023                                                                 | San Diego                                                                  | Stati Uniti                                                                | 3 – 0                                                                      | Colombia                                                                   | Amichevole                                                                 | -                                                                          | -                                                                          |
| 2-12-2023                                                                  | Fort Lauderdale                                                            | Stati Uniti                                                                | 3 – 0                                                                      | Cina                                                                       | Amichevole                                                                 | -                                                                          | -                                                                          |
| 6-12-2023                                                                  | Frisco                                                                     | Stati Uniti                                                                | 2 – 1                                                                      | Cina                                                                       | Amichevole                                                                 | -                                                                          | -                                                                          |
| 24-2-2024                                                                  | Carson                                                                     | Argentina                                                                  | 0 – 4                                                                      | Stati Uniti                                                                | Gold Cup 2024                                                              | -                                                                          | -                                                                          |
| 4-3-2024                                                                   | Los Angeles                                                                | Stati Uniti                                                                | 3 – 0                                                                      | Colombia                                                                   | Gold Cup 2024                                                              | -                                                                          | -                                                                          |
| 7-3-2024                                                                   | San Diego                                                                  | Canada                                                                     | 2 – 2                                                                      | Stati Uniti                                                                | Gold Cup 2024                                                              | -                                                                          | -                                                                          |
| 11-3-2024                                                                  | San Diego                                                                  | Stati Uniti                                                                | 1 – 0                                                                      | Brasile                                                                    | Gold Cup 2024                                                              | -                                                                          | -                                                                          |
| 6-4-2024                                                                   | Atlanta                                                                    | Stati Uniti                                                                | 2 – 1                                                                      | Giappone                                                                   | SheBelieves Cup 2024                                                       | -                                                                          | 18’                                                                        |
| 1-6-2024                                                                   | Commerce City                                                              | Stati Uniti                                                                | 4 – 0                                                                      | Corea del Sud                                                              | Amichevole                                                                 | -                                                                          | -                                                                          |
| 13-7-2024                                                                  | Harrison                                                                   | Stati Uniti                                                                | 1 – 0                                                                      | Messico                                                                    | Amichevole                                                                 | -                                                                          | -                                                                          |
| 17-7-2024                                                                  | Washington                                                                 | Stati Uniti                                                                | 0 – 0                                                                      | Costa Rica                                                                 | Amichevole                                                                 | -                                                                          | -                                                                          |
| 25-7-2024                                                                  | Nizza                                                                      | Stati Uniti                                                                | 3 – 0                                                                      | Zambia                                                                     | Olimpiadi 2024                                                             | -                                                                          | -                                                                          |
| 28-7-2024                                                                  | Marsiglia                                                                  | Stati Uniti                                                                | 4 – 1                                                                      | Germania                                                                   | Olimpiadi 2024                                                             | -                                                                          | -                                                                          |
| 31-7-2024                                                                  | Marsiglia                                                                  | Australia                                                                  | 1 – 2                                                                      | Stati Uniti                                                                | Olimpiadi 2024                                                             | -                                                                          | -                                                                          |
| 3-8-2024                                                                   | Parigi                                                                     | Stati Uniti                                                                | 1 – 0                                                                      | Giappone                                                                   | Olimpiadi 2024                                                             | -                                                                          | -                                                                          |
| 6-8-2024                                                                   | Décines-Charpieu                                                           | Stati Uniti                                                                | 1 – 0                                                                      | Germania                                                                   | Olimpiadi 2024                                                             | -                                                                          | -                                                                          |
| 10-8-2024                                                                  | Parigi                                                                     | Brasile                                                                    | 0 – 1                                                                      | Stati Uniti                                                                | Olimpiadi 2024                                                             | -                                                                          | -                                                                          |
| 25-10-2024                                                                 | Austin                                                                     | Stati Uniti                                                                | 3 – 1                                                                      | Islanda                                                                    | Amichevole                                                                 | -                                                                          | -                                                                          |
| 31-10-2024                                                                 | Louisville                                                                 | Stati Uniti                                                                | 3 – 0                                                                      | Argentina                                                                  | Amichevole                                                                 | 2                                                                          | -                                                                          |
| 30-11-2024                                                                 | Londra                                                                     | Inghilterra                                                                | 0 – 0                                                                      | Stati Uniti                                                                | Amichevole                                                                 | -                                                                          | -                                                                          |
| 3-12-2024                                                                  | L'Aia                                                                      | Paesi Bassi                                                                | 1 – 2                                                                      | Stati Uniti                                                                | Amichevole                                                                 | -                                                                          | -                                                                          |
| Totale                                                                     |                                                                            | Presenze                                                                   | 44                                                                         |                                                                            | Reti                                                                       | 2                                                                          |                                                                            |

| Cronologia completa delle presenze e delle reti in nazionale ― Stati Uniti under 20 | Cronologia completa delle presenze e delle reti in nazionale ― Stati Uniti under 20 | Cronologia completa delle presenze e delle reti in nazionale ― Stati Uniti under 20 | Cronologia completa delle presenze e delle reti in nazionale ― Stati Uniti under 20 | Cronologia completa delle presenze e delle reti in nazionale ― Stati Uniti under 20 | Cronologia completa delle presenze e delle reti in nazionale ― Stati Uniti under 20 | Cronologia completa delle presenze e delle reti in nazionale ― Stati Uniti under 20 | Cronologia completa delle presenze e delle reti in nazionale ― Stati Uniti under 20 |
| Data                                                                                | Città                                                                               | In casa                                                                             | Risultato                                                                           | Ospiti                                                                              | Competizione                                                                        | Reti                                                                                | Note                                                                                |
| ----------------------------------------------------------------------------------- | ----------------------------------------------------------------------------------- | ----------------------------------------------------------------------------------- | ----------------------------------------------------------------------------------- | ----------------------------------------------------------------------------------- | ----------------------------------------------------------------------------------- | ----------------------------------------------------------------------------------- | ----------------------------------------------------------------------------------- |
| 8-12-2017                                                                           | -                                                                                   | Stati Uniti under 20                                                                | 3 – 3                                                                               | Inghilterra under 20                                                                | Amichevole                                                                          | -                                                                                   | -                                                                                   |
| 12-12-2017                                                                          | -                                                                                   | Stati Uniti under 20                                                                | 0 – 2                                                                               | Brasile under 20                                                                    | Amichevole                                                                          | -                                                                                   | -                                                                                   |
| 22-1-2018                                                                           | Couva                                                                               | Giamaica under 20                                                                   | 1 – 2                                                                               | Stati Uniti under 20                                                                | Campionato nordamericano under 20 2018                                              | -                                                                                   | -                                                                                   |
| 23-1-2018                                                                           | Couva                                                                               | Stati Uniti under 20                                                                | 2 – 1                                                                               | Messico under 20                                                                    | Campionato nordamericano under 20 2018                                              | -                                                                                   | -                                                                                   |
| 28-1-2018                                                                           | Couva                                                                               | Stati Uniti under 20                                                                | 1 – 1                                                                               | Messico under 20                                                                    | Campionato nordamericano under 20 2018                                              | -                                                                                   | -                                                                                   |
| 6-3-2018                                                                            | -                                                                                   | Francia under 20                                                                    | 2 – 2                                                                               | Stati Uniti under 20                                                                | Amichevole                                                                          | -                                                                                   | -                                                                                   |
| 7-4-2018                                                                            | -                                                                                   | Stati Uniti under 20                                                                | 1 – 0                                                                               | Inghilterra under 20                                                                | Amichevole                                                                          | -                                                                                   | -                                                                                   |
| 9-4-2018                                                                            | -                                                                                   | Italia under 20                                                                     | 1 – 3                                                                               | Stati Uniti under 20                                                                | Amichevole                                                                          | -                                                                                   | -                                                                                   |
| 5-6-2018                                                                            | Salon-de-Provence                                                                   | Germania under 20                                                                   | 0 – 3                                                                               | Stati Uniti under 20                                                                | Sud Ladies Cup 2018                                                                 | -                                                                                   | -                                                                                   |
| 7-6-2018                                                                            | Salon-de-Provence                                                                   | Stati Uniti under 20                                                                | 7 – 0                                                                               | Haiti under 20                                                                      | Sud Ladies Cup 2018                                                                 | -                                                                                   | -                                                                                   |
| 10-6-2018                                                                           | Salon-de-Provence                                                                   | Stati Uniti under 20                                                                | 3 – 1                                                                               | Francia under 20                                                                    | Sud Ladies Cup 2018                                                                 | -                                                                                   | 69’                                                                                 |
| 30-6-2018                                                                           | -                                                                                   | Stati Uniti under 20                                                                | 2 – 3                                                                               | Brasile under 20                                                                    | Amichevole                                                                          | -                                                                                   | -                                                                                   |
| 3-7-2018                                                                            | -                                                                                   | Stati Uniti under 20                                                                | 2 – 1                                                                               | Brasile under 20                                                                    | Amichevole                                                                          | -                                                                                   | 62’                                                                                 |
| 6-8-2018                                                                            | Concarneau                                                                          | Stati Uniti under 20                                                                | 0 – 1                                                                               | Giappone under 20                                                                   | Mondiali under 20 2018                                                              | -                                                                                   | -                                                                                   |
| 9-8-2018                                                                            | Concarneau                                                                          | Stati Uniti under 20                                                                | 6 – 0                                                                               | Paraguay under 20                                                                   | Mondiali under 20 2018                                                              | -                                                                                   | 23’                                                                                 |
| 13-8-2018                                                                           | Léhon                                                                               | Spagna under 20                                                                     | 2 – 2                                                                               | Stati Uniti under 20                                                                | Mondiali under 20 2018                                                              | -                                                                                   | -                                                                                   |
| 1-3-2019                                                                            | -                                                                                   | Stati Uniti under 20                                                                | 2 – 3                                                                               | Germania under 20                                                                   | Amichevole                                                                          | -                                                                                   | -                                                                                   |
| 3-3-2019                                                                            | -                                                                                   | Francia under 20                                                                    | 3 – 2                                                                               | Stati Uniti under 20                                                                | Amichevole                                                                          | -                                                                                   | -                                                                                   |
| 5-3-2019                                                                            | -                                                                                   | Svezia under 20                                                                     | 0 – 4                                                                               | Stati Uniti under 20                                                                | Amichevole                                                                          | -                                                                                   | -                                                                                   |
| 16-6-2019                                                                           | -                                                                                   | Stati Uniti under 20                                                                | 1 – 3                                                                               | Germania under 20                                                                   | Amichevole                                                                          | -                                                                                   | 35’ - 46’                                                                           |
| 22-2-2020                                                                           | Santo Domingo                                                                       | Stati Uniti under 20                                                                | 9 – 0                                                                               | Cuba under 20                                                                       | Campionato nordamericano under 20 2020                                              | -                                                                                   | -                                                                                   |
| 27-2-2020                                                                           | Santo Domingo                                                                       | Stati Uniti under 20                                                                | 11 – 0                                                                              | Honduras under 20                                                                   | Campionato nordamericano under 20 2020                                              | -                                                                                   | 46’                                                                                 |
| 29-2-2020                                                                           | Santo Domingo                                                                       | Stati Uniti under 20                                                                | 6 – 0                                                                               | Saint Lucia under 20                                                                | Campionato nordamericano under 20 2020                                              | -                                                                                   | -                                                                                   |
| 4-3-2020                                                                            | Santo Domingo                                                                       | Stati Uniti under 20                                                                | 4 – 0                                                                               | Canada under 20                                                                     | Campionato nordamericano under 20 2020                                              | -                                                                                   | -                                                                                   |
| 6-3-2020                                                                            | Santo Domingo                                                                       | Stati Uniti under 20                                                                | 6 – 0                                                                               | Rep. Dominicana under 20                                                            | Campionato nordamericano under 20 2020                                              | -                                                                                   | -                                                                                   |
| 8-3-2020                                                                            | Santo Domingo                                                                       | Stati Uniti under 20                                                                | 4 – 1                                                                               | Messico under 20                                                                    | Campionato nordamericano under 20 2020                                              | -                                                                                   | -                                                                                   |
| Totale                                                                              |                                                                                     | Presenze                                                                            | 26                                                                                  |                                                                                     | Reti                                                                                | 0                                                                                   |                                                                                     |

| Cronologia completa delle presenze e delle reti in nazionale ― Stati Uniti under 19 | Cronologia completa delle presenze e delle reti in nazionale ― Stati Uniti under 19 | Cronologia completa delle presenze e delle reti in nazionale ― Stati Uniti under 19 | Cronologia completa delle presenze e delle reti in nazionale ― Stati Uniti under 19 | Cronologia completa delle presenze e delle reti in nazionale ― Stati Uniti under 19 | Cronologia completa delle presenze e delle reti in nazionale ― Stati Uniti under 19 | Cronologia completa delle presenze e delle reti in nazionale ― Stati Uniti under 19 | Cronologia completa delle presenze e delle reti in nazionale ― Stati Uniti under 19 |
| Data                                                                                | Città                                                                               | In casa                                                                             | Risultato                                                                           | Ospiti                                                                              | Competizione                                                                        | Reti                                                                                | Note                                                                                |
| ----------------------------------------------------------------------------------- | ----------------------------------------------------------------------------------- | ----------------------------------------------------------------------------------- | ----------------------------------------------------------------------------------- | ----------------------------------------------------------------------------------- | ----------------------------------------------------------------------------------- | ----------------------------------------------------------------------------------- | ----------------------------------------------------------------------------------- |
| 10-9-2017                                                                           | -                                                                                   | Giappone under 19                                                                   | 0 – 1                                                                               | Stati Uniti under 19                                                                | Amichevole                                                                          | -                                                                                   | -                                                                                   |
| 12-9-2017                                                                           | -                                                                                   | Cina under 19                                                                       | 1 – 2                                                                               | Stati Uniti under 19                                                                | Amichevole                                                                          | -                                                                                   | -                                                                                   |
| 14-9-2017                                                                           | -                                                                                   | Iran under 19                                                                       | 0 – 5                                                                               | Stati Uniti under 19                                                                | Amichevole                                                                          | -                                                                                   | 63’                                                                                 |
| Totale                                                                              |                                                                                     | Presenze                                                                            | 3                                                                                   |                                                                                     | Reti                                                                                | 0                                                                                   |                                                                                     |

| Cronologia completa delle presenze e delle reti in nazionale ― Stati Uniti under 17 | Cronologia completa delle presenze e delle reti in nazionale ― Stati Uniti under 17 | Cronologia completa delle presenze e delle reti in nazionale ― Stati Uniti under 17 | Cronologia completa delle presenze e delle reti in nazionale ― Stati Uniti under 17 | Cronologia completa delle presenze e delle reti in nazionale ― Stati Uniti under 17 | Cronologia completa delle presenze e delle reti in nazionale ― Stati Uniti under 17 | Cronologia completa delle presenze e delle reti in nazionale ― Stati Uniti under 17 | Cronologia completa delle presenze e delle reti in nazionale ― Stati Uniti under 17 |
| Data                                                                                | Città                                                                               | In casa                                                                             | Risultato                                                                           | Ospiti                                                                              | Competizione                                                                        | Reti                                                                                | Note                                                                                |
| ----------------------------------------------------------------------------------- | ----------------------------------------------------------------------------------- | ----------------------------------------------------------------------------------- | ----------------------------------------------------------------------------------- | ----------------------------------------------------------------------------------- | ----------------------------------------------------------------------------------- | ----------------------------------------------------------------------------------- | ----------------------------------------------------------------------------------- |
| 1-10-2016                                                                           | al-Zarqa                                                                            | Stati Uniti under 17                                                                | 6 – 1                                                                               | Paraguay under 17                                                                   | Mondiali under 17 2017                                                              | -                                                                                   | -                                                                                   |
| 4-10-2016                                                                           | Amman                                                                               | Stati Uniti under 17                                                                | 1 – 2                                                                               | Ghana under 17                                                                      | Mondiali under 17 2017                                                              | -                                                                                   | -                                                                                   |
| 8-10-2016                                                                           | Amman                                                                               | Giappone under 17                                                                   | 3 – 2                                                                               | Stati Uniti under 17                                                                | Mondiali under 17 2017                                                              | -                                                                                   | -                                                                                   |
| Totale                                                                              |                                                                                     | Presenze                                                                            | 3                                                                                   |                                                                                     | Reti                                                                                | 0                                                                                   |                                                                                     |

## Palmarès

### Individuale
- U.S. Soccer Athlete of the Year: 2

Premio miglior giovane (femminile): 2020
Premio miglior atleta dell'anno (femminile): 2023